# 5701 Baltuck
5701 Baltuck eller 1929 VS är en asteroid i huvudbältet som upptäcktes den 26 oktober 1929 av den amerikanske astronomen Clyde Tombaugh vid Lowell-observatoriet. Den är uppkallad efter den amerikanska geologen Miriam Baltuck.
Asteroiden har en diameter på ungefär 8 kilometer.